# الحوليات الكبرى

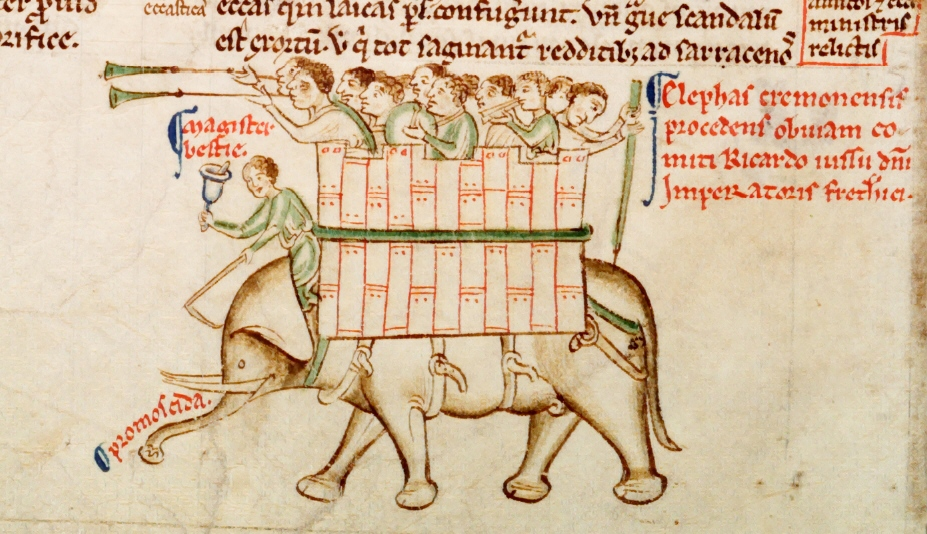
فيل من الحوليات الكبرى، الجزء الثاني، مكتبة باركر، المخطوطة 16، ورقة. 151 ف

الوقائع الكبرى أو الحوليات الكبرى هو العمل الرائد الذي كتبه ماثيو باريس، أحد أعضاء المجتمع البيندكتيني الإنجليزي في سانت ألبانز والمؤرخ الشهير منذ فترة طويلة. يبدأ العمل بالخلق ويتضمن أحداثًا حتى عام وفاة باريس في عام 1259. لقد اُعتبرَت الوقائع الكبرى منذ فترة طويلة محاولة معاصرة لتقديم تاريخ عالمي للعالم.
كُتبَت النسخة المكتوبة بخط اليد من الوقائع الكبرى باللغة اللاتينية، وهي موجودة في ثلاثة مجلدات. الجزآن الأولان، اللذان يغطيان الخلق حتى عام 1188 وكذلك الأعوام من 1189 إلى 1253 (المخطوطة 26 والمخطوطة 16)، موجودان في مكتبة باركر [الإنجليزية] في كلية كوربوس كريستي في كامبريدج [الإنجليزية]. الجزء المتبقي من الوقائع، من عام 1254 حتى وفاة ماثيو في عام 1259، موجود في المكتبة البريطانية ، مجلدًا برقم (Royal MS 14 C VII folios 157–218)، على غرار تاريخ الأمة الإنجليزية (باللاتينية: Historia Anglorum) لماثيو (مُختصر من كتاب الوقائع يغطي الفترة من 1070 إلى 1253).
ويشتهر الوقائع أيضًا باستخدام مؤلفها غير المسبوق للمواد الأرشيفية والوثائقية. تتضمن هذه المصادر، التي يبلغ عددها أكثر من 200 عنصر، مواثيق يعود تاريخها إلى القرن الثامن، وحقوق سانت ألبانز، وملفًا يتعلق بتقديس القديس إدموند من كانتربري [الإنجليزية] وحتى قائمة موثقة بالأحجار الكريمة والتحف الفنية الموجودة في حوزة سانت ألبانز. تطلبت هذه القائمة الشاملة للمواد ملحقًا خاصًا بها والذي أصبح فيما بعد مجلدًا منفصلاً، وهو كتاب الملحقات (باللاتينية: Liber Additamentorum).
يُعد كتاب " الوقائع" واحدًا من أهم الوثائق الباقية لتاريخ أوروبا اللاتينية. وعلى الرغم من تركيزه على إنجلترا، فإن عمل ماثيو يمتد إلى مناطق بعيدة مثل النرويج والمجر وصقلية بالإضافة إلى الدول الصليبية. لا يزال الكتاب يُستغل لتغطيته لغزوات المغول، وتقريره المفصل عن الصراع بين فريدريك الثاني والباباوات المتعاقبين، بالإضافة إلى تعليقه على اندلاع حرب البارونات الثانية في الفترة من 1258 إلى 1267. بالإضافة إلى قدرات ماثيو الأدبية، كان رسامًا ماهرًا. تعتبر المخطوطات الباقية من أبرز الأمثلة على المخطوطات القوطية الإنجليزية، وهي تتضمن بعض أقدم الخرائط الباقية لبريطانيا والأراضي المقدسة.

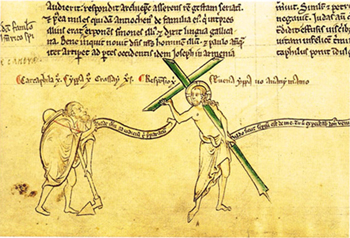
اليهودي التائه (يسار) يلتقي بالمسيح في طريقه إلى الجلجثة، كما هو موضح في الوقائع الكبرى.

## الطبعات
- ماثيو باركر (1571); 1589 طبعة زيورخ في (Bayerische StaatsBibliothek digital) ، (Google) ؛ (1606)
- ويليام واتس (1641)؛ طبعة باريس 1644 على (جوجل) ؛ طبعة 1684 على (هاثي تراست)
- هنري ريتشاردز لوارد [الإنجليزية]، لسلسلة رولز [الإنجليزية] (1872-1880): المجلد 1 ، المجلد 2 ، المجلد 3 ، المجلد 4 ، المجلد 5 ، المجلد 6 ( الإضافات )، المجلد 7 (الفهرس والمصطلحات)
- فيليكس ليبرمان [الإنجليزية]، عن المعالم التاريخية في ألمانيا [الإنجليزية] (1888) (مقتطفات) الرابط

## الترجمات
- الترجمة الإنجليزية بقلم جون ألين جايلز [الإنجليزية] (1852-1854)، المجلد 1، المجلد 2، المجلد 3 [1235 إلى 1259 فقط، من واطس، مع الاستمرار حتى 1273]

## قراءة إضافية
- ريتشارد فوغان: ماثيو باريس ، دراسات كامبريدج في الحياة والفكر في العصور الوسطى، سلسلة جديدة. 6 (كامبريدج، 1958)، (أرشيف الإنترنت)
- ريتشارد فوغان (محرر ومترجم): سجلات ماثيو باريس: الحياة الرهبانية في القرن الثالث عشر (غلوستر، 1984).
- ريتشارد فوغان: السجلات المصورة لـ ماثيو باريس . سترود: آلان سوتون، 1993. رقم ISBN 978-0-7509-0523-7
- سوزان لويس: فن ماثيو باريس في كرونيكا ماجورا . مطبعة جامعة كاليفورنيا، 1987 (دراسات كاليفورنيا في تاريخ الفن) ( مقتطف على الإنترنت ، عن الفيل)